# 豚形擬長鰍
豚形擬長鰍為輻鰭魚綱鯉形目鰍科的其中一種，為熱帶淡水魚，分布於亞洲湄公河、薩爾溫江及湄南河流域，本魚體細長，吻部尖而長，體側有模糊的彩色斑紋，尾柄及頭部後側有黑色斑塊，體長可達6公分，棲息在水緩慢、沙泥底質的水域，以底棲性無脊椎動物為食，生活習性不明。

## 扩展阅读
維基物種上的相關：豚形擬長鰍